# Cynthidia
Cynthidia is een geslacht van kevers uit de familie van de loopkevers (Carabidae). De wetenschappelijke naam van het geslacht is voor het eerst geldig gepubliceerd in 1873 door Chaudoir.

## Soorten
Het geslacht Cynthidia omvat de volgende soorten:
- Cynthidia cancellata (Brulle, 1843)
- Cynthidia croceipes (Perty, 1830)
- Cynthidia foveata Chaudoir, 1873
- Cynthidia majorina Straneo, 1951
- Cynthidia octocoela Chaudoir, 1873
- Cynthidia planodiscus (Perty, 1830)